# Paul Bellec
Pour les articles homonymes, voir Bellec et Carbon.
Paul Bellec, né le 14 août 1914 à Saint-Malo et mort le 16 octobre 2001 dans la même ville, est un homme politique français.

## Mandats électifs
- Député de la vingt-neuvième circonscription de Paris (1961-1962)